# يوم ظل الصفر

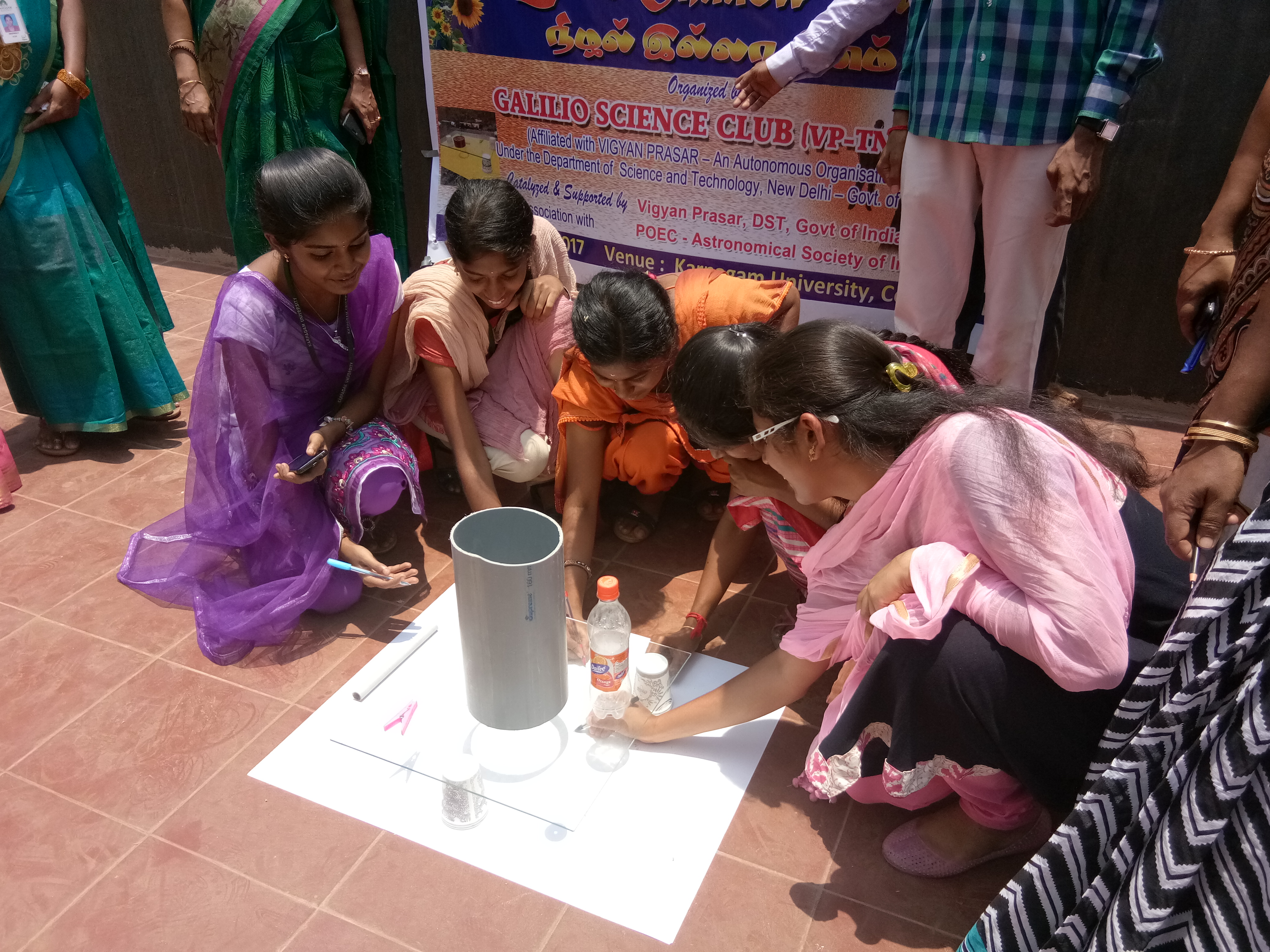
يقوم الطلاب بإجراء التجربة في يوم ظل الصفر

يوم الظل الصفري هو يوم لا يكون هناك ظل للأجسام عند الظهرعندما تكون الشمس في ذروتها بالضبط، يحدث يوم الظل الصفري مرتين في السنة للأماكن بين +23.5 و-23.5 درجة من خطوط العرض، والتواريخ ستكون مختلفة بالنسبة لمختلف الأماكن على الأرض، هذه الظاهرة تحدث عندما يصبح انحدار الشمس مساوياً لخط العرض للمكان.
في يوم ظل الصفر، عندما تعبر الشمس عند خط الطول المحلي، ستسقط أشعة الشمس عمودية تماماً على الأجسام على الأرض ولا يمكن للمرء أن يلاحظ أي ظل لها.